# Damalis simplex
Damalis simplex là một loài ruồi trong họ Asilidae. Damalis simplex được Curran miêu tả năm 1934.